# Deutsche Fährstraße

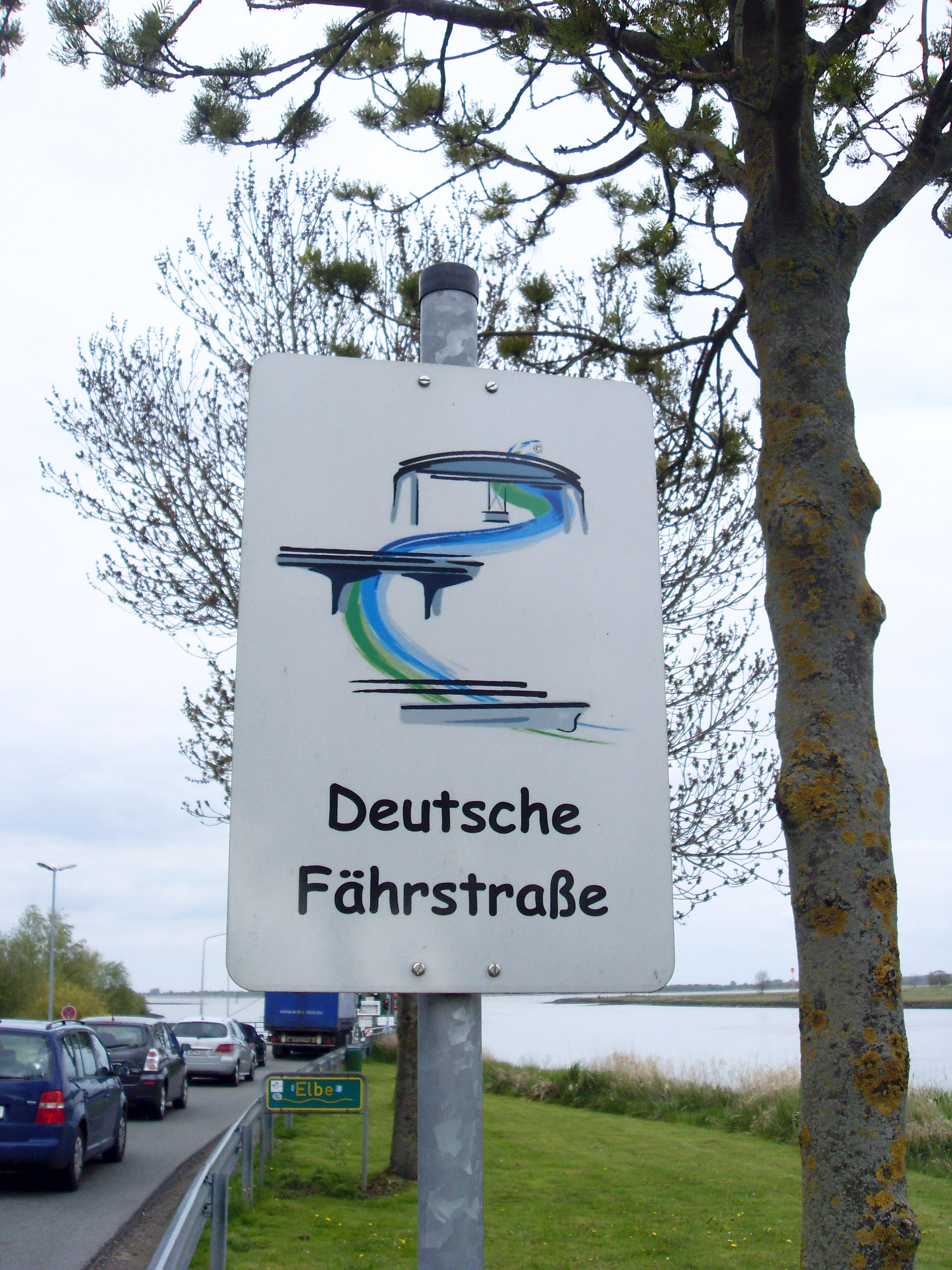

De Deutsche Fährstraße is een toeristische autoroute in Sleeswijk-Holstein en Nedersaksen, Duitsland. De 250 kilometer lange bewegwijzerde route tussen Kiel en Bremervörde bestaat sinds 2004. De route loopt langs bruggen en veerponten en langs de Oste, de Elbe, het Nord-Ostsee-Kanal en de Kieler Förde.